# Swæfheard
Swæfheard fou un rei de Kent a la fi del s.VIII. Fill de Sæbbi, rei dels Saxons de l'Est, Swæfheard ascendí al tron del Kent després de l'abdicació de Cædwalla de Wessex, l'any 688. El seu regnat és contemporani al d'Oswine, amb qui sembla haver compartit el regne: L'est per a Oswine, al voltant de Canterbury, i l'oest per a Swæfheard, al voltant de Rochester. Apareix com a testimoni en dues de les cartes d'Oswine.
Oswine fou derrocat per Wihtred, descrit per Beda el Venerable com el sobirà legitim del regne, l'any 690 o 691. Swæfheard es mantingué més temps al tron: Beda informa que regnava encara al costat de Wihtred al moment de l'elecció de l'arquebisbe Berhtwald, l'any 692. Wihtred apareix com a únic rei de Kent l'any 694, és a dir que aquesta data seria la màxima per a fixar la fi del regnat de Swæfheard.